# Roman Hug
Pour les articles homonymes, voir Hug.
Roman Hug, né 7 décembre 1980 à Coire (originaire de Trimmis et Untervaz), est une personnalité politique suisse, membre de l'Union démocratique du centre (UDC).
Il est élu député du canton des Grisons au Conseil national en octobre 2023

## Biographie
Roman Hug naît le 7 décembre 1980 à Coire, dans le canton des Grisons. Il est originaire de deux communes du même canton, dans la région de Landquart : Trimmis et Untervaz. Il grandit à Trimmis.
Après sa scolarité obligatoire, il fait un apprentissage de dessinateur en bâtiment, puis suit des cours du soir à la Haute école technique et économique (de) de Coire, où il obtient un diplôme d'architecte. Il crée en 2015 son propre cabinet d'architecte,.
Il a le grade de capitaine à l'armée.
Il est marié et habite à Says, dans la commune de Trimmis.

## Parcours politique
Il siège au Grand Conseil du canton des Grisons depuis le 27 août 2014. Il est également président de la commune de Trimmis, où il est responsable des finances, de la planification et de l'administration, depuis 2016 et président de l'UDC du canton des Grisons depuis janvier 2020.
Il est candidat en mai 2022 au Gouvernement du canton des Grisons, mais n'est pas élu, arrivant sixième avec 17 278 suffrages contre 6 111 de plus au cinquième candidat élu, le centriste sortant Jon Domenic Parolini.
Il est élu député du canton des Grisons au Conseil national en octobre 2023, permettant à son parti de récupérer le siège qu'il avait perdu au profil du Parti socialiste en 2019. Il siège au sein de la Commission de la science, de l'éducation et de la culture (CSEC).